# Koriakinskaja
Koriakinskaja (ros. Корякинская) – wieś w Rosji, w rejonie wożegodskim obwodu wołogodzkiego. W 2010 r. liczyła 23 mieszkańców.